# 死亡の塔
『死亡の塔』（原題：死亡塔、英題：Tower Of DeathまたはGame Of Death Ⅱ）は、1980年製作の香港映画。主演は『死亡遊戯』でブルース・リーのダミー俳優を演じた韓国出身の俳優タン・ロン（唐龍）。劇場公開された際の邦題は『ブルース・リー 死亡の塔』。

## 概要
ブルース・リーの死後、彼の主演作『燃えよドラゴン』の未使用となっていたフィルムを一部使用してつくられた作品。呉思遠監督、ユエン・ウーピン武術指導。
日本国内では、ブルース・リー主演を謳って公開されたが、実際は、リーの未使用フィルムは約3分ほどしか使われておらず、代役で水増しした分を含めても前半の約30分ほどで、主役であるはずのリーが殺されてしまう設定になっている。しかもリー本人のアクションシーンは全く見られないため、ブルース・リー作品というには、看板に偽りありの作品に仕上がっているが、一部ではカルト的な人気を誇る。

## ストーリー
截拳道の使い手ビリー（ブルース・リー）は、友人のチン（ウォン・チェンリー）の葬式に参列するため日本に来るが、葬式中にチンの棺を奪おうと現れた暴漢を追って殺されてしまう。悲報を聞いたビリーの弟・ボビー（タン・ロン）は、兄の仇を討つために日本へ来る。そしてチンが死の直前に行ったという「死の宮殿」に向かう。すると、そこには死んだはずのチンが待っていた。

## 出演
| 役名(広東語名)                     | 俳優                 | 日本語吹替                          |
| 役名(広東語名)                     | 俳優                 | TBS版                               |
| ---------------------------------- | -------------------- | ----------------------------------- |
| ビリー・ロー（リー・ツァンキョン） | ブルース・リー       | 津嘉山正種                          |
| ボビー・ロー（リー・ツァンコー）   | タン・ロン           | 池田秀一                            |
| チン・クー                         | ウォン・チェンリー   | 仲村秀生                            |
| ルイス                             | ロイ・ホラン         | 嶋俊介                              |
| 高僧                               | ロイ・チャオ         | 千葉耕市                            |
| ロー兄弟の父親                     | ホー・リー・ヤン     | 北村弘一                            |
| 韓国人武道家                       | カサノヴァ・ウォン   |                                     |
| 僧                                 | リー・ハイサン       |                                     |
| 豹柄の男                           | タイガー・ヤン       |                                     |
| 片腕の男                           | ト・ワイ・ウォ       | 村山明                              |
| シャーマン・ラン                   | 加藤大樹             | 千田光男                            |
| 高僧の弟子                         | ユン・ピョウ         |                                     |
| エンジェル（ルイスの女手下）       | ミランダ・オースチン | 吉田理保子                          |
| 日本語版スタッフ                   |                      |                                     |
| 演出                               |                      | 高桑慎一郎                          |
| 翻訳                               |                      | 鈴木導                              |
| プロリューサー                     |                      | 熊谷国雄                            |
| 制作                               |                      | ニュージャパンフィルム TBS          |
| 解説                               |                      | 荻昌弘                              |
| 初回放送                           |                      | 1982年10月25日 『月曜ロードショー』 |
| 正味                               |                      | ノーカット                          |

- ※パラマウントから発売のエクストリーム・エディション版BD及び日本語吹替収録版DVDに収録。
  - その他：杉田俊也、村松康雄

## 作品解説
製作当初『死亡遊戯』の続編として企画されたため、タイトルも続編であることをうかがわせる『死亡塔』と発表された。しかし、諸般の事情により、ストーリーの大幅な変更を余儀なくされ、タイトルは『死亡塔』のままでありながら、『死亡遊戯』とは全くつながりのないストーリーになった。ただし英語版では、タイトルを『死亡遊戯II』とし、主人公の役名を『死亡遊戯』出演時と同じにすることで、強引に続編に設定している。
主役である筈のビリー・ロー（ブルース・リー）がストーリー前半で死亡するという展開は、撮影途中に製作側の意向で急遽ストーリーを変えざるを得なかったという事情によるもの。事実、シャーマン・ラン（加藤大樹）がビリー・ローと全く同じシチュエーション（ヘリコプターから墜落）で死亡するスチルが存在している（韓国公開版）。過去作品のテイクの継ぎ接ぎで「ブルース・リー主演」とするには無理が生じると判断したのと、タン・ロンを主役に立てて俳優として本格的に売り出そうという思惑があった。
『燃えよドラゴン』での未使用テイクや『細路祥』、『雷雨』などの幼少から青年期に出演した作品が見られるという点では貴重な作品である。
当初、『死亡遊戯』の未使用テイクも使われる予定だったが、結局使われずに終わっている。

### バージョン違い
韓国公開版ではブルース・リーの映像がほぼすべてカットされ、タン・ロン主演作として公開されている。（しかし、国際版などとはまた別のリーの未公開カットがある。）このバージョンでは国際版・香港版とは異なったシーンが多く含まれている。
また、「燃えよドラゴン」でのリーのカットを削除し、代わりに「ドラゴン危機一発」などの映像に差し替えているバージョンなども存在する。
そして、それまでは香港公開版『死亡遊戯』でしか観ることの出来なかったサモ・ハン・キンポー武術指導の“温室の決闘”シーンが冒頭の回想で復活。カサノヴァ・ウォンの迫力あるアクションを見ることができる。

### 日本公開版について
本作には、配給会社である東映株式会社が製作した日本版主題歌「アローン・イン・ザ・ナイト」と、日本版挿入歌「フォールン・ヒーローズ」がある（いずれもキース・モリソン作曲）。OPには「アローン・イン・ザ・ナイト」が流れ、「TOWER OF DEATH」と表記される。いたる箇所に日本オリジナル音楽が流れ、エンディング曲は日本オリジナル。『死亡の塔』の名場面の数々が流れる。「アローン・イン・ザ・ナイト」と「フォールン・ヒーローズ」がフルで、続けて流れるため、非常に長いエンディング曲となっている。初回TV放映時もこのバージョンの短縮版。